# Pyrenula montocensis
Pyrenula montocensis är en lavart som beskrevs av Lücking. Pyrenula montocensis ingår i släktet Pyrenula och familjen Pyrenulaceae.   Inga underarter finns listade i Catalogue of Life.